# Majipur
Majipur (en inglés: Majipoor) es una serie de novelas, novelas cortas y cuentos de Robert Silverberg, ambientadas en el planeta ficticio Majipur. El entorno es una mezcla de elementos de ciencia ficción y fantasía heroica.

## Serie
Libros de la serie:
1. Ciclo de Lord Valentine (Lord Valentine Cycle):
  1. El castillo de Lord Valentine/El laberinto de Majipur (Lord Valentine's Castle) (1980) ISBN 0-06-014026-7, novela
En español la novela se publicó por Acervo: El castillo de Lord Valentine (1983) ISBN 84-7002-356-X y por Ultramar, dividida en dos volúmenes: El castillo de Lord Valentine (1988) ISBN 8-47-386486-7 y El laberinto de Majipur (1988) ISBN 8-47-386488-3.
  2. Crónicas de Majipur (Majipoor Chronicles) (1982) ISBN 0-87795-358-9, colección de 5 cuentos y 5 novelas cortas:
"Thesme and the Ghayrog" (novela corta), "The Time of the Burning", "In the Fifth Year of the Voyage" (novela corta), "Calintane Explains", "The Desert of Stolen Dreams" (novela corta), "The Soul Painter and the Shapeshifter" (novela corta), "Crime and Punishment", "Among the Dream-Speakers", "A Thief in Ni-Moya" (novela corta), "Voriax and Valentine"
  3. Valentine pontífice (Valentine Pontifex) (1983) ISBN 0-87795-544-1, novela
2. The Mountains of Majipoor (1995) ISBN 0-553-09614-1, novela
3. Lord Prestimion Cycle (precuela):
  1. Sorcerers of Majipoor (1997) ISBN 0-333-64486-7, novela
  2. Lord Prestimion (1999) ISBN 0-00-224678-3, novela
  3. The King of Dreams (2001) ISBN 0-00-224745-3, novela
4. Tales of Majipoor (2013) ISBN 978-0-575-13006-7, colección de 7 novelas cortas:
"The End of the Line", "The Book of Changes", "The Tomb of the Pontifex Dvorn", "The Sorcerer's Apprentice", "Dark Times at the Midnight Market", "The Way They Wove the Spells in Sippulgar", "The Seventh Shrine"

Las historias son, en orden cronológico interno:
| Título                                                | Título original                             | Año de publicación | Tipo                 | Serie                      | Colección           |
| ----------------------------------------------------- | ------------------------------------------- | ------------------ | -------------------- | -------------------------- | ------------------- |
| "Thesme y el gayrog"                                  | "Thesme and the Ghayrog"                    | 1982               | Novela corta         |                            | Crónicas de Majipur |
|                                                       | "The End of the Line"                       | 2011               | Novela corta         |                            | Tales of Majipoor   |
| "La hora del incendio"                                | "The Time of the Burning"                   | 1982               | Cuento               |                            | Crónicas de Majipur |
|                                                       | "The Book of Changes"                       | 2003               | Novela corta         |                            | Tales of Majipoor   |
| "En el quinto año del viaje"                          | "In the Fifth Year of the Voyage"           | 1981               | Novela corta         |                            | Crónicas de Majipur |
| "Las explicaciones de Calintane"                      | "Calintane Explains"                        | 1982               | Cuento               |                            | Crónicas de Majipur |
|                                                       | "The Tomb of the Pontifex Dvorn"            | 2011               | Novela corta         |                            | Tales of Majipoor   |
|                                                       | "The Way They Wove the Spells in Sippulgar" | 2009               | Novela corta         |                            | Tales of Majipoor   |
|                                                       | Sorcerers of Majipoor                       | 1997               | Novela               | Lord Prestimion Cycle #1   |                     |
| "El desierto de los sueños robados"                   | "The Desert of Stolen Dreams"               | 1981               | Novela corta         |                            | Crónicas de Majipur |
|                                                       | Lord Prestimion                             | 1999               | Novela               | Lord Prestimion Cycle #2   |                     |
|                                                       | The King of Dreams                          | 2001               | Novela               | Lord Prestimion Cycle #3   |                     |
|                                                       | "The Sorcerer's Apprentice"                 | 2004               | Novela corta         |                            | Tales of Majipoor   |
| "El pintor espiritual y el cambiaspectos"             | "The Soul Painter and the Shapeshifter"     | 1981               | Novela corta         |                            | Crónicas de Majipur |
| "Crimen y castigo"                                    | "Crime and Punishment"                      | 1982               | Cuento               |                            | Crónicas de Majipur |
|                                                       | "Dark Times at the Midnight Market"         | 2010               | Novela corta         |                            | Tales of Majipoor   |
| "Entre las oráculos"                                  | "Among the Dream-Speakers"                  | 1982               | Cuento               |                            | Crónicas de Majipur |
| "Una ladrona de Ni-moya"                              | "A Thief in Ni-Moya"                        | 1981               | Novela corta         |                            | Crónicas de Majipur |
| "Voriax y Valentine"                                  | "Voriax and Valentine"                      | 1982               | Cuento               |                            | Crónicas de Majipur |
| El castillo de Lord Valentine/El laberinto de Majipur | Lord Valentine's Castle                     | 1980               | Novela               | Ciclo de Lord Valentine #1 |                     |
| Crónicas de Majipur                                   | Majipoor Chronicles                         | 1982               | Colección de cuentos | Ciclo de Lord Valentine #2 |                     |
| Valentine pontífice                                   | Valentine Pontifex                          | 1983               | Novela               | Ciclo de Lord Valentine #3 |                     |
|                                                       | "The Seventh Shrine"                        | 1998               | Novela corta         |                            | Tales of Majipoor   |
|                                                       | The Mountains of Majipoor                   | 1995               | Novela               |                            |                     |
|                                                       | Tales of Majipoor                           | 2013               | Colección de cuentos |                            |                     |

## Geografía
En el planeta hay tres continentes compactos: Alhanroel en el este, Zimroel en el oeste, y Suvrael en el sur. Entre ellos está el Mar Interior que, a causa de la dimensión enorme del planeta, es mayor que cualquiera de los océanos de la Tierra. En el Mar Interior está el Archipiélago Rodamaunt con la Isla de Sueño cerca su extremo noreste. También se mencionan algunas Islas deshabitadas al oeste del continente Zimroel. El resto del territorio (una buena parte del hemisferio ecuatorial del planeta) está cubierto por el Gran Océano, que nadie ha logrado atravesar jamás y que en general es poco conocido. 
Alhanroel es el continente más grande y más densamente poblado; aquí desembarcaron los colonos cuando llegaron a Majipur por primera vez; aquí se sitúa el Monte del Castillo, que tiene una altitud de casi 50km y cuya cumbre está fuera de los límites de la atmósfera. En la cima del Monte Castillo está la residencia imperial. Gracias al uso de máquinas se mantiene una atmósfera artificial y un suave clima de primavera casi tropical. En el sur de Alhanroel, en el medio del árido desierto, está el Laberinto, la ciudad subterránea que sirve de residencia al Pontífice, el regente superior de Majipur. 
Zimroel es solo un poco menor que Alhanroel; el continente fue colonizado más tarde y una parte considerable de su territorio ha permanecido poco poblada hasta la actualidad, en un estado salvaje. Dentro la selva tropical en la región interior de Zimroel, se sitúa la Reserva natural de piurivares. 
La mayor parte del continente meridional Suvrael está ocupada por el extraordinariamente árido y hostil Desierto de los Sueños Robados. En los límites del este existen estrechas franjas de sabana herbácea, capaz de mantener ganadería intensiva.      
El clima de Majipur es principalmente tropical y subtropical; la nieve y el hielo son mencionadas como cerca de cumbres de montañas, no se menciona la existencia de glaciares, polos o icebergs. El planeta tiene estaciones del año, pero no se distinguen mucho entre sí y en la mayoría de las regiones agrarias recogen varias cosechas al año.

### Razas
En el actualidad de la narración (tiempo en el que transcurre la novela “El Castillo de Lord Valentine”) Majipur está poblado por cerca de 20.000 millones de personas. En el planeta viven algunas razas de seres inteligentes. Siete de ellas son exteriores que se asentaron en el planeta mucho tiempo atrás (alrededor de 14000 de años antes); hay también tres especies autóctonas inteligentes, una de las cuales — los piurivares o metamorfos — poseía una civilización desarrollada antes de la llegada de los colonos.  Incapaz de oponerse al avance de los humanos y sus aliados, después de una guerra perdida, fueron obligados a establecerse en reservas. Los piurivares son prácticamente excluidos de la vida en el resto del planeta y durante milenios acariciaron la idea de tomar el poder y deshacerse de los invasores.